# Eleanor Winthrop Young
Eleanor Winthrop Young, née en 1895 à Carleton-in-Craven dans le Yorkshire du Nord et morte en janvier 1994 à 98 ans, est une alpiniste britannique. Elle est l'épouse de l'alpiniste Geoffrey Winthrop Young. Elle a été cofondatrice et première présidente du Pinnacle Club, club d'escalade féminin britannique.
Elle a fait de nombreuses ascensions au Royaume-Uni et dans les Alpes ; elle a réalisé avec un guide la première ascension du sommet le plus au sud du Grosses Fusshorn dans les Alpes bernoises